# Zlín střed
Zlín střed je centrální železniční stanice v hlavní části krajského města Zlín poblíž řeky Dřevnice. Leží na jednokolejné neelektrizované trati Otrokovice–Vizovice při ulici Trávník. Leží v nadmořské výšce 215 m n. m. a je zařazena do integrovaného dopravního systému IDZK. Ve městě se dále nachází dalších devět železničních zastávek, které tvoří dopravní osu celého sídla.

## Historie
Potřeba napojení k železniční síti narostla pro Zlín především v rámci prudkého růstu, jež přinesla prosperující obuvnická továrna firmy Baťa založená roku 1894, hlavní iniciativu ke stavbě ovšem vyvíjeli zástupci města Vizovice. Jako odbočná stanice z trati původně propojující Vídeň a Krakov byla vybrána zastávka v Otrokovicích (původně se uvažovalo i o Napajedlech), kde byla s dostavbou trati vystavěna nová nádražní budova. Stavební práce prováděla budapešťská stavební firma Török a Janowic, 8. října 1899 byl na trati zahájen pravidelný provoz zajišťovaný společností Severní dráha císaře Ferdinanda (KFNB), vlastníkem hlavní trati. Staniční budova sestávala z jednopatrové budovy s lomenou střechou a krytým prvním nástupištěm. U otrokovického zhlaví bylo kolejiště obklopeno a propojeno s baťovským továrním areálem.
Trať zůstávala v majetku a správě soukromé společnosti i po skončení první světové války. Majoritní podíl akcií této trati získal později koncern Baťa a 1. srpna 1931 byla společnost přejmenována na Otrokovicko-zlínsko-vizovická dráha (OZVD). Na dráze tehdy operovala nadstandardně moderní traťová vozidla, která díky poměrně četným zastávkám plnila roli hromadné dopravy. K dokončení plánu plného propojení železnice z Otrokovic přes Zlín a Vizovice dále do Valašské Polanky, kde by došlo k napojení na trať Hranice na Moravě – Púchov nakonec nedošlo: stavební práce byly definitivně zastaveny v roce 1954.

## Popis
Nacházejí se zde dvě jednostranná vnitřní nástupiště, k příchodu k vlakům slouží přechody přes koleje. Dlouhodobě se plánuje zvoukolejnění, elektrizace a další rekonstrukční práce na trati, stejně jako stavba zcela nového dopravního terminálu spojujícího vlakové a autobusové nádraží.

## Doprava
Stanici obsluhuje 1 pár rychlíků (na trase Praha-Vršovice ─ Zlín střed) a osobní vlaky (na trase Vizovice─Otrokovice, vybrané spoje pokračují například do Kroměříže). Častá je zde nákladní doprava do podniku Areal Svit Zlín (Baťovy závody).[zdroj?]

## Cestující

### Odbavení cestujících
Stanice zajišťuje odbavení cestujících.

### Přístup
Přístup do budovy stanice (včetně přístřešku před povětrnostními vlivy) je bezbariérový. Bezbariérový přístup není na žádné nástupiště (dle ČSN 73 4959).

## Služby ve stanici
Cestujícím jsou ve stanici poskytovány následující služby: mezinárodní a vnitrostátní pokladní přepážka, platba v eurech a platební kartou, čekárna, úschovna zavazadel a jízdních kol, veřejné bezbariérové WC, parkoviště a bufet i rychlé občerstvení.